# يوشينوبو هارادا
يوشينوبو هارادا (باليابانية: 原田 欽庸) (17 مايو 1986 في كاواغوتشي في اليابان – )؛ هو لاعب كرة قدم ياباني سابق كان يلعب كحارس مرمى.

## وصلات خارجية
- يوشينوبو هارادا على موقع رابطة كرة القدم اليابانية للمحترفين (اليابانية)
- يوشينوبو هارادا على موقع قاعدة بيانات كرة القدم.إي يو (الإنجليزية)
- يوشينوبو هارادا على موقع Soccerway.com (الإنجليزية)
- يوشينوبو هارادا على موقع عالم كرة القدم.نت (الإنجليزية)